# International Union of Socialist Youth
De International Union of Socialist Youth (IUSY) is een koepelorganisatie van democratisch socialistische en sociaal democratische politieke jongerenorganisaties en verbonden aan de Socialist International. Vanuit Nederland zijn de Jonge Socialisten in de PvdA hier lid van, vanuit België de Jongsocialisten en de Mouvement des Jeunes Socialistes. 
IUSY is actief op 5 continenten en telt op dit moment 155 lidorganisaties. Deze lidorganisaties tezamen hebben meer dan 5 miljoen leden en daarmee is IUSY de grootste wereldwijde jongerenorganisatie.